# Occhieppo Inferiore
Occhieppo Inferiore est une commune d'environ 4 000 habitants située dans la province de Biella dans le Piémont en Italie.

## Administration
| Période                                  | Période | Identité | Étiquette | Qualité |
| ---------------------------------------- | ------- | -------- | --------- | ------- |
|                                          |         |          |           |         |
| Les données manquantes sont à compléter. |         |          |           |         |

### Communes limitrophes
Biella, Camburzano, Mongrando, Occhieppo Superiore, Ponderano

## Personnalités nées à Occhieppo Inferiore
- Ernesto Schiaparelli (1856-1928), archéologue et égyptologue, qui consacra sa vie à l'Égypte antique, et fut sénateur à la fin de sa vie.